# موصل هوليداي

مخطط موصل هوليداي يظهر تسلسل القواعد والبنية الثانوية وليس الرباعية، التسلسل الموضح هو واحد من عدة تسلسلات ممكنة، وهذا الموصل غير متحرك لأن التسلسلات غير متناظرة.

موصل هوليداي هي بنية حمض نووي متفرعة تحتوي أربع سلاسل مزدوجة موصولة مع بعض. يمكن لهذه السلاسل أخذ أحد عدة هياكل وذلك حسب تراكيز الملح المنظم وتسلسل القواعد النووية الأقرب للموصل. سميت البنية باسم عالم الأحياء الجزيئي روبن هوليداي الذي اقترح وجودها سنة 1964.
في علم الأحياء مواصل هوليداي هي وسائط أساسية في أنواع عديدة من إعادة التركيب الجيني وكذلك ترميم شروخ السلسلة المزدوجة، لدى هذه المواصل في العادة تسلسل متناظر ومنه فهي متحركة، ما يعني أن السلاسل الأربعة المفردة يمكنها الانزياح عبر الموصل بنمط محدد يسمح في الغالب بالمحافظة على أزواج القواعد. فضلا عن ذلك توجد مواصل ذات أربع سلاسل مماثلة لمواصل هوليداي عند بعذ جزيئات الرنا الوظيفية.
تمت صناعة مواصل هوليداي غير متحركة لها تسلسل غير متناظر يحصر سلاسلها في وضعية محددة بواسطة العلماء لدراسة بنيتها كنموذج لمواصل هوليداي الطبيعية، تم استخدام هذه المواصل لاحقا كوحدات بناء أساسية في تقنية الدنا النانوية، أين يمكن وضع عدة مواصل حسب تصاميم هندسية محددة ما يسمح بالحصول على جزيئات لها نسب عالية من التصلب الهيكلي.

## بنية
يمكن أن تتواجد مواصل هوليداي على بنيات تصاوغية متنوعة مع أنماط مختلفة من تحزيم المحور المشترك بين السلاسل الأربعة المزدوجة، تحزيم المحور المشترك هو ميول نهايات الحمض النووي الكليلة للارتباط مع بعضها، بتفاعل القواعد المكشوفة مع بعضها. توجد ثلاث بنيات: هيئة غير محزمة واثنتان محزمتان، الهيئة غير المحزمة تسود في غياب الكايتونات ثنائية التكافؤ مثل Mg2+ بسبب التنافر الكهروستاتي بين الأعمدة الفقرية سالبة الشحنة للسلاسل. في وجود على الأقل 0.1 ميلي م يكون التنافر الكهروستاتي قد تمت محايدته وتسود البنيات المحزمة. منذ سنة 2000 لم يكن معروفا يقينا أن الحجاب الكهروستاتي كان نتيجة ترابط الكايتونات بمواقع محددة في الموصل أو لوجود مجموعة أيونات منتشرة في المحلول.